# Latopis Ławrientiewski

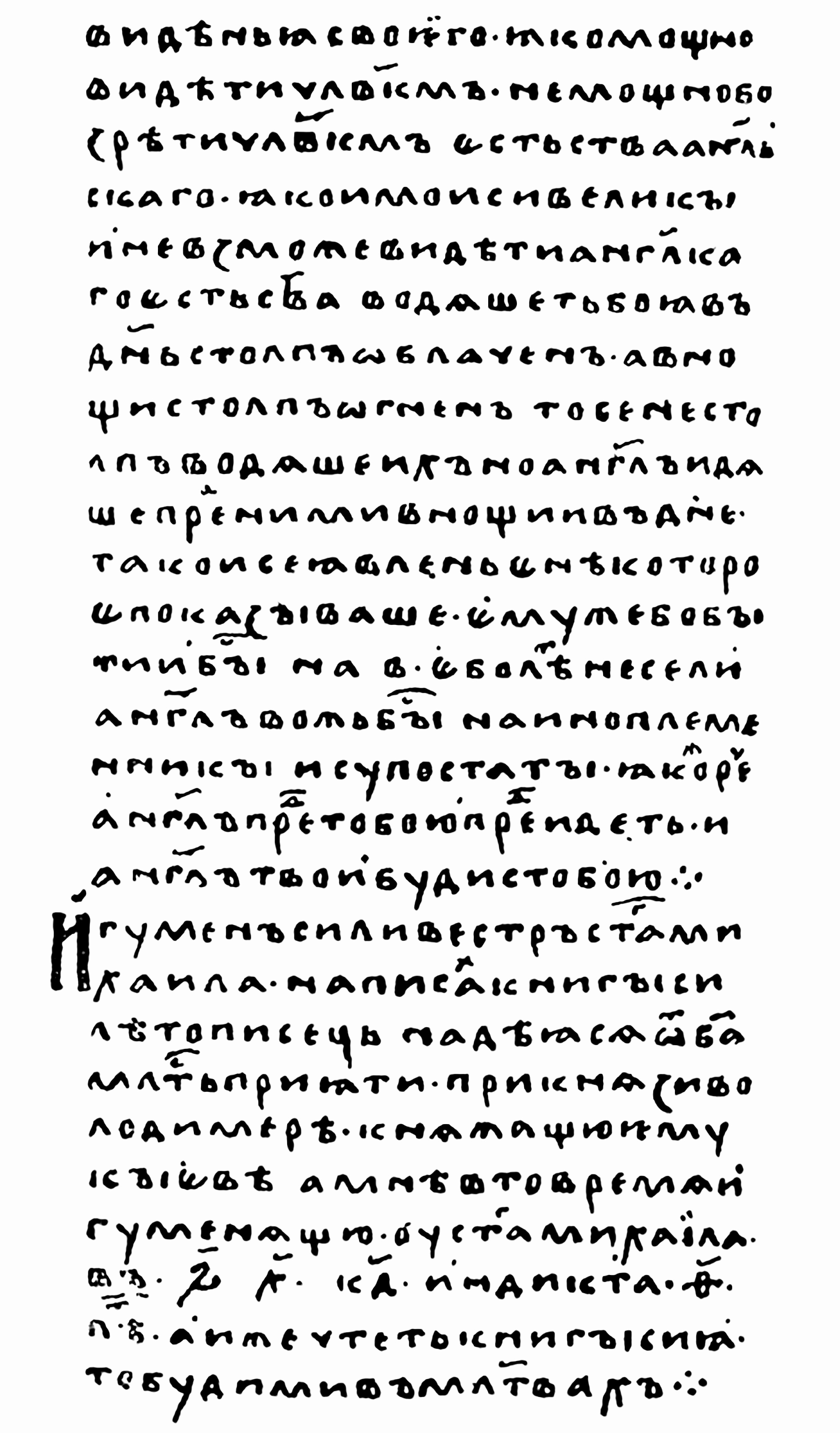
Latopis Ławrientiewski

Latopis Ławrientiewski, Latopis Laurentego, Latopis Suzdalski (ros. Лаврентьевский список, Лаврентьевская летопись, łac. Laurentian Codex) – zbiór kronik zawierający najstarszą wersję Powieści minionych lat i jej kontynuację zwaną Latopisem Suzdalskim (ros. Суздальская летопись, i dlatego w literaturze spotkać się można z tą nazwą w stosunku do całego latopisu Laurentego), związaną głównie z wydarzeniami dotyczącymi Rusi Włodzimiersko-Suzdalskiej.
W roku 2013 został wpisany na listę UNESCO Pamięć Świata.

## Powstanie
Odpis wykonany około 1377 roku przez mnicha Laurentego z Niżnego Nowogrodu dla księcia suzdalskiego Dymitra Konstantynowicza na podstawie zaginionego już oryginału, przechowywanego wówczas w Twerze, wykonanego ok. 1305 r. dla Michała Twerskiego. Chronologia do roku 1305, ale lata 898–922, 1263–1283 i 1288–1294 z jakiegoś powodu zostały pominięte. Odnaleziony przez Aleksieja Musina-Puszkina w 1792 r. i włączony do zbiorów Rosyjskiej Biblioteki Narodowej.